# 室園駅
室園駅（むろぞのえき）は、かつて熊本県熊本市室園町（現・中央区黒髪）にあった熊本電気鉄道鉄道線の駅（廃駅）である。

## 歴史
- 1913年（大正2年）8月2日 - 広町 - 高江間開業に際し開業。
- 1949年（昭和24年）4月1日 - 藤崎宮前 - 亀井間の経路変更に伴い廃止。跡地は室園車庫となり、線路自体は藤崎宮前方面側からの出入庫線として存続する。
- 1964年（昭和39年）4月 - 車庫機能を北熊本駅構内へ移転、室園車庫廃止。

## 廃止後の現状
敷地は熊本電気鉄道本社の敷地で当時の形状は保たれているが、室園駅（室園車庫）としての鉄道施設は全て撤去されている。また、車庫の一部は電鉄バスの車庫として使用されている。
　

## 隣の駅
熊本電気鉄道
鉄道線
藤崎宮前駅 - *立町駅 - *三軒町駅 - 室園駅 - 松崎駅
- *打消線は路線廃止以前の廃駅。